# Смертность
Сме́ртность — свойство живых организмов быть подверженными смерти.
Сме́ртность — количество случаев смерти за какое-либо время или среди какой-либо группы организмов или людей.
В демографии, смертность — процесс вымирания поколения, один из основных демографических процессов.
Также, в разных контекстах слово смертность может быть использовано для обозначения различных числовых величин, связанных с этим процессом.

## В демографии
Для исследования (анализа) смертности применяются множество числовых характеристик, таких как интенсивность, сила, вероятности, статистические параметры, а также разного рода относительные коэффициенты и индексы. Одним из важных и широко применямым коэффициентом является уровень смертности — отношение числа умерших в исследуемой когорте к общему размеру этой когорты в единицу времени. Зачастую когда говорят о смертности в числовом контексте, подразумевается именно этот коэффициент, равный количеству смертей на 1000 населения в год, измеряется в промилле.
На смертность в первую очередь влияет уровень развития системы здравоохранения, уровень благосостояния населения, возрастная структура жителей.
Выделяют следующие типы причин смертности:
- Эндогенные (внутренние воздействия)
- Экзогенные (внешние воздействия)
- Квази-экзогенные (накопленные экзогенные воздействия)

### Мировые тенденции смертности
- 1830—1930 — тесно связанный с радикальным сокращением смертности демографический взрыв в развитых европейских странах, в том числе и в России
- смертность отступила к старшим возрастам
- к экзогенным (внешним) причинам смерти добавились эндогенные и квазиэндогенные
- во всех странах на первом месте среди причин — сердечно-сосудистые заболевания (вместе с онкологическими 70 %); после следуют болезни органов дыхания, сахарный диабет, несчастные случаи (травматизм, убийства, суицид)[источник не указан 3675 дней]
- появление значительного разрыва между мужской и женской смертностью (у мужчин на 27,9 % больше, чем у женщин (9 мужчин на 7 женщин))

#### В настоящее время
| Годы      | КР     | Годы      | КР    |
| --------- | ------ | --------- | ----- |
| 1950—1955 | 19.113 | 2000—2005 | 8.454 |
| 1955—1960 | 17.385 | 2005—2010 | 8.045 |
| 1960—1965 | 16.112 | 2010—2015 | 7.667 |
| 1965—1970 | 13.508 | 2015—2020 | 7.546 |
| 1970—1975 | 11.983 | 2020—2025 | 7.711 |
| 1975—1980 | 10.755 | 2025—2030 | 7.938 |
| 1980—1985 | 10.041 | 2030—2035 | 8.237 |
| 1985—1990 | 9.478  | 2035—2040 | 8.619 |
| 1990—1995 | 9.106  | 2040—2045 | 9.007 |
| 1995—2000 | 8.776  | 2045—2050 | 9.363 |

- Самый низкий общий коэффициент смертности на 2021 год в: Катаре (1,42 смертей на 1000 человек в год), ОАЭ (1,51 смертей на 1000 человек в год), Кувейте (2,23 смертей на 1000 человек в год), Бахрейне (2,81 смертей на 1000 человек в год), Омане (3,25 смертей на 1000 человек в год), Саудовской Аравии (3,39 смертей на 1000 человек в год), где чрезвычайно молодое население, очень высокий удельный вес в населении трудовых мигрантов, высокий уровень здравоохранения, предельно низкий уровень потребления алкоголя и очень высокий уровень ВВП на душу населения.[5]
- Самый высокий общий коэффициент смертности на 2021 год в: Литве (15,05 смертей на 1000 человек в год),	Латвии (14,63 смертей на 1000 человек в год), Болгарии (14,52 смертей на 1000 человек в год), Украине (13,90 смертей на 1000 человек в год), Сербии (13,49 смертей на 1000 человек в год), России (13,40 смертей на 1000 человек в год), Эстонии (13,06 смертей на 1000 человек в год), Белоруссии (12,96 смертей на 1000 человек в год), Венгрии (12,88 смертей на 1000 человек в год), Хорватии (12,57 смертей на 1000 человек в год), Молдавии (12,46 смертей на 1000 человек в год), Германии (12,22 смертей на 1000 человек в год), Греции (12,05 смертей на 1000 человек в год), Японии (11,44 смертей на 1000 человек в год). В мире как в развитых, так и в развивающихся странах, где уже завершился демографический переход наблюдается чаще всего, но не всегда, низкий уровень смертности, но постепенно растущий, вследствие высокой и всё более нарастающей доли пожилых людей в обществе, вследствие, чаще всего, но не всегда высокой средней продолжительностью жизни, низкого или отрицательного естественного прироста населения и отсутствия сильной, постоянной и всё более растущей, по мере старения населения, компенсирующей иммиграции из других стран, притормаживающей данные процессы.[5]
- По статистике ВОЗ, средняя продолжительность жизни человека составляет 71 год, при этом практически во всех странах мира женщины стабильно живут дольше мужчин: 73 года против 68 лет[6]. Интересно, что данный «разрыв» в смертности между полами стал проявляться лишь с рубежа XIX—XX веков, когда падение смертности женщин стало опережать мужское. Статистика по XX веку показывает, что мужчины гораздо чаще умирают от проблем с сосудами и сердцем, чем женщины, причём этот разрыв постоянно растёт[6].
- По мере старения населения Земли постепенно растёт и уровень смертности.

#### Коэффициенты младенческой смертности
- Самый большой — Ангола — 180 ‰, Сьерра-Леоне — 154 ‰, Афганистан — 151 ‰, Либерия — 138 ‰
- Самый маленький — Сингапур — 2,31 ‰
- Россия — 7,4 ‰ (по данным Росстата на 2011 год[7], по данным Росстата на 2016 год 6,0 ‰, городское население 5,5 ‰, сельское 7,6 ‰)
- США — 6,26 ‰
- Мексика — 18,42 ‰
- Куба — 5,82 ‰
- Среднемировой показатель — 44,13 ‰

Коэффициентом младенческой смертности измеряется уровень смертности детей в возрасте до 1 года. Младенческая смертность — от 0 до 1 года; детская — от 1 года до 15 лет. Коэффициент младенческой смертности выделяется среди других показателей смертности как своей величиной (вероятность смерти на первом году жизни примерно такая же, как и у людей, достигших 55 лет), так и методами расчёта, и своим социальным значением. Наряду с другими показателями, коэффициент младенческой смертности служит важной характеристикой условий жизни и культурного уровня населения.
Формулу подсчёта коэффициента младенческой смертности можно посмотреть в статье демографические показатели.

### Исторические типы смертности
- архаичный, экзогенный — очень высокая смертность в основном из-за внешних причин: эпидемии, катастрофы, голод, несчастные случаи и т. д. Характерна сверхранняя смерть. Продолжительность жизни 20—22 года. Коэффициент младенческой смертности — 300—350 ‰.
- традиционный — характерен для обществ традиционного уклада, вплоть до XIX — начала XX века. Доминируют экзогенные факторы смертности. Увеличился социальный контроль над смертностью — развитие медицины. Увеличение продолжительности жизни до 30—35 лет. Нормальная смертность.
- современный — преобладают эндогенные и квазиэндогенные (старение населения) причины: болезни дегенеративного типа, смертность перемещается в более старшие возраста. Сильно увеличивается продолжительность жизни, падает коэффициент младенческой смертности. По мере старения населения Земли постепенно растёт и уровень смертности.

## В медицине
В медицине — отношение числа умерших от некоторой болезни к средней численности населения.
Не следует путать смертность с летальностью (син. смертельность) — отношением числа умерших от определённого нарушения здоровья к общему числу с таким же диагнозом (за одинаковый период времени).
Статистика причин смерти даёт точное представление о той части заболеваемости, которая обусловливает безвозвратные потери. Изучение структуры причин смерти помогает наметить первоочередные меры для борьбы за снижение смертности и удлинение жизни. Однако статистика смертности не может непосредственно отразить динамику заболеваемости у населения, так как увеличение или уменьшение смертности может быть результатом изменений не только в уровнях заболеваемости, но и летальности. К тому же причины смерти не отражают большого числа «несмертельных» болезней, ухудшающих самочувствие, вызывающих временную и даже постоянную нетрудоспособность (болезни верхних дыхательных путей, органов зрения, кожи, нервно-психические расстройства); в особенности это касается лиц молодых возрастов с низкими показателями смертности и летальности.

## В страховании
Один из важных показателей, участвующий в актуарных расчётах и влияющих, в частности, на стоимость страхования жизни. Представляет собой отношение частоты смертных случаев среди отдельных членов группы к полному числу членов данной группы на фиксированном временном интервале.
Чем выше для данной группы (возрастной, гендерной, профессиональной и т. д.) смертность, тем выше страховой тариф и размер страховой премии при страховании жизни на дожитие.

## Статистика причин смертности согласно ВОЗ
В 2012 году во всем мире по оценкам умерли 56 миллионов человек. Неинфекционные заболевания стали причиной 68% всех случаев смерти по сравнению с 60% в 2000 году. Четыре основных НИЗ — это сердечно-сосудистые заболевания, рак, диабет и хронические заболевания легких. Инфекционные заболевания, материнские, неонатальные расстройства и болезни пищевого происхождения вместе взятые составили 23% смертей в мире, а травмы стали причиной 9% всех случаев смерти. От сердечно-сосудистых заболеваний умерли 17,5 миллиона человек, то есть 3 из каждых 10.
На протяжении предыдущего десятилетия основными болезнями, которые отнимали больше всего человеческих жизней, стали ишемическая болезнь сердца, инсульт, респираторные инфекции нижних дыхательных путей и хроническая обструктивная болезнь легких.
Уровень смертности от ВИЧ незначительно снизился — с 1,7 миллиона (3,2%) случаев смерти в 2000 году до 1,5 миллиона (2,7%) в 2012 году.
Все больше людей в мире умирает от хронических болезней. От рака легких (наряду с раком трахеи и бронхов) в 2012 году умерли 1,6 миллиона (2,9%) человек по сравнению с 1,2 миллиона (2,2%) в 2000 году. Аналогичным образом, в 2012 году от диабета умерли 1,5 миллиона (2,7%) по сравнению 1 миллионом (2%) в 2000 году.